# Vineta
Vineta či Jumne bylo město, významný přístav a obchodní stanice, na ostrově v ústí Odry, které je zmiňováno ve středověkých kronikách. Zpravidla je ztotožňováno s polským městem Wolin, stejně jako vikingská obchodní stanice Jomsborg známá ze severských pramenů.
Adam Brémský ve svých Činech biskupů hamburského kostela z druhé poloviny 11. století nazývá toto město Jumne a označuje jej za nejvýznamnější stanici širokého okolí:
| „ | Je to nepochybně největší ze všech měst, která leží v Evropě, a obývají je Slované spolu s jinými kmeny, Řeky i barbary. I příchozí Sasové mají tam rovné právo spolu s nimi bydlet, jen když při pobytu veřejně nevyznávají křesťanství. Všichni ostatní se totiž dosud oddávaají pohanským obřadům – jinak v mravech a pohostinnství se najde žádný kmen počestnější a dobročinnější. Ono město oplývá zbožím všech severních národů a nic příjemného a vzácného tam neschází. Mají tam i hrnec Vulkánův, jak obyvatelé nazývají řecký oheň, o němž se zmiňuje Solinus. Lze tam spatřit Neptuna trojí podoby – ostrov totiž obklopuje trojí moře. O je říkají, že je tmavozelené barvy, druhé je bělavé a třetí v divokém pohybu zuří věčnými bouřemi. | “ |

Dále uvádí že v tomto městě nalezl v roce 986 či 987 útočiště dánský král Harald Modrozub po prohrané bitvě a brzy zde na následky zranění zemřel. Též uvádí že Jumne bylo obsazeno norským a dánským králem Magnusem I. žijícím v letech 1024 až 1027.
Helmold z Bosau ve Kronice Slovanů z druhé poloviny 12. století označuje toto město jako Vineta (Iumneta) a mluví o něm v minulém čase – zničeno prý bylo útokem jednoho dánského krále. V případě že bylo Jumne/Vineta totožné s Wolinem je Helmoldův údaj v rozporu se skutečností, protože Wolin v té době stál a byl křesťanským městem. Na základě Helmoldových údajů se Vineta stala bájným městem, které mělo zmizet v moři a jen občas se vynoří jeho věže a jsou slyšet jeho zvony. Na pověsti o Vinetě je založena například stejnojmenná opera Jana Nepomuka Škroupa z roku 1863.

## Další informace
V roce 1938 postavila Kriegsmarine komplex vojenských bunkrů Bateria Vineta na polském ostrově Wolin.